# تشينشو كورليوني
أورلاندو خافيير فالي فيغا (من مواليد 19 فبراير 1979)، المعروف مهنيًا باسم تشينشو كورليوني (Chencho Corleone) أو ببساطة تشينشو، هو مغني وكاتب أغاني ومنتج تسجيلات بورتوريكي. كان عضوًا في ثنائي موسيقى الريغيتون بلان بي مع ابن عمه مالدي.